# Wicomico megye
Wicomico megye az Amerikai Egyesült Államokban, azon belül Maryland államban található. Megyeszékhelye és  legnagyobb városa Salisbury. Lakosainak száma 103 588 fő (2020. április 1.). Wicomico megye Dorchester, Somerset, Sussex és Worcester megyékkel határos.

## Népesség
A megye népességének változása:
| Lakosok száma | 98 905 | 100 026 | 100 521 | 100 896 | 102 370 | 103 588 |
|               | 2010   | 2011    | 2012    | 2013    | 2015    | 2020    |